# 托普賽爾比奇 (北卡羅萊納州)
托普賽爾比奇（英語：Topsail Beach）是一個位於美國北卡羅萊納州彭德縣的城鎮。

## 人口
根據2020年美國人口普查的數據，托普賽爾比奇的面積為15.23平方千米，當中陸地面積為11.37平方千米，而水域面積為3.86平方千米。當地共有人口461人，而人口密度為每平方千米30人。